# Corentin ou les Infortunes conjugales
Pour plus de détails, voir Fiche technique et Distribution.
Corentin ou les Infortunes conjugales est un film français réalisé par Jean Marbœuf et sorti en 1988.

## Fiche technique
- Titre français : Corentin ou les Infortunes conjugales
- Réalisation : Jean Marbœuf, assisté de Jacques Cluzaud
- Scénario : Jean Marbœuf et Josiane Lévêque
- Dialogues : Josiane Léveque et Jean Marboeuf
- Décors : Jérôme Clément
- Costumes : Odile Sauton
- Image : Jean Rozenbaum
- Son : Alix Comte ;  Gérard Lamps (mixage)
- Montage : Anne-France Lebrun
- Musique : œuvres de Bouzignac, Lully, Méliton, Sainte-Colombe, Bataille, Vincent, Niau, Roberday, Nivers et anonymes,interprétée par Les Arts florissants sous la direction de William Christie
  - Conseiller musical : Jean Duron
- Production : Jean Marboeuf et Laurent Pétin
- Sociétés de production : ARP Sélection, Les Films du Chantier et Ciné Cinq, avec la participation du Conseil Régional d'Aquitaine, du Fonds régional d'aide à la production cinématographique, du Centre national de la Cinématographie et du Conseil départemental de la Dordogne
- Société de distribution : Acteurs auteurs associés
- Pays d'origine :  France
- Langue : français
- Format : Couleurs - 35 mm - 2,35:1 (Cinémascope) - son mono
- Durée : 99 minutes
- Dates de sortie : France : 20 1988

## Distribution
- Roland Giraud : Corentin
- Muriel Brener  : Clémence
- Andréa Ferréol : Athénaïs
- Patrick Chesnais : le marquis
- Olivia Brunaux : Lisette
- Jacques Chailleux : Blaise
- Jean Poiret : l'exorciste
- Pierre Cognon : le curé efféminé
- André Penvern : le  primatial
- André Gaillard : le greffier
- Jean-François Perrier : le curé sérieux
- Jean Saudray : le curé gaffeur
- François Sayad : le curé gâteux
- Gérard Hernandez : le médecin
- Philippe Perrussel : l'aide-médecin
- Violetta Ferrer : la matrone
- Maaike Jansen : Rosemonde
- Fabienne Chaudat : Élisabeth-Germaine
- Julie Marbœuf : Mélissa
- Jean Bany : le curé au mariage
- Joseph Moreau : le moine
- Lionel Vitrant : le duelliste
- Nane Germon : la paysanne
- Catherine Alméras : une commère
- Michèle Simonnet : une voisine
- Michaël Guyader : le père de famille
- Pascal Lefeuvre et Maurice Moncozet : musiciens au mariage
- Daniel Lhomond : un paysan
- Pierre Dayres : le curé dans la diligence
- Lucienne Kogler, Odile Lacroix et Aymée Maurial : sages-femmes
- Dominique Jayr : la voisine d'Athénaïs
- Jean-Pierre Bouchard : le voisin au congrés
- Alain Verdier : le paysan au congrés